# Microphalera grisea
Microphalera grisea är en fjärilsart som beskrevs av Butler 1885. Microphalera grisea ingår i släktet Microphalera och familjen tandspinnare. Inga underarter finns listade i Catalogue of Life.